# Stazione di Milano Greco Pirelli
Stazione di Milano Greco Pirelli vasútállomás Olaszországban, Lombardia régióban, Milánó település Greco városrészében. Nevét a városrészről és a korábban itt működő Pirelli-gyárról kapta.

## Vasútvonalak
Az állomást az alábbi vasútvonalak érintik:
- Chiasso–Milánó-vasútvonal
- Lecco-Milánó-vasútvonal
- Lecco–Milánó-vasútvonal

## Kapcsolódó állomások
A vasútállomáshoz az alábbi állomások vannak a legközelebb:
- Sesto San Giovanni old railway station
- Stazione di Milano Lambrate
- Stazione di Milano Certosa
- stazione di Milano Porta Garibaldi superficie
- Stazione di Milano Centrale
- Stazione di Milano Centrale (1864)